# Gerda Verburg
Gerritje « Gerda » Verburg est une femme politique et diplomate néerlandaise, née le 19 août 1957 à Zwammerdam, membre de l'Appel chrétien-démocrate (CDA), et notamment ministre de l’Agriculture, de la Nature et de la Qualité alimentaire dans le cabinet Balkenende IV du 22 février 2007 au 14 octobre 2010.
Chef de fraction du CDA à la seconde Chambre des États généraux du 19 mai 1998 au 22 février 2007, elle est ouvertement lesbienne, et a été la seule députée de son parti avec Joop Wijn (en) à voter en 2000 en faveur du mariage homosexuel.
Depuis 2011, elle est représentante permanente des Pays-Bas auprès de la FAO, du FIDA et du PAM.

## Distinctions
- Officier de l'ordre d'Orange-Nassau